# Schlacht um Neuguinea
1941

Thailand – Malaiische Halbinsel – Pearl Harbor – Hongkong – Philippinen – Guam – Wake – Force Z – Borneo
1942

Burma – Rabaul – Singapur – Sumatra – Timor – Australien – Java – Salamaua–Lae – Bougainville/Buka – Shortland-Inseln – Indischer Ozean – Port Moresby – Tulagi – Korallenmeer – Midway – Nordamerika – Buna-Gona – Kokoda-Track – Nauru/Ocean Island
1942

Rabaul –
1. Salamaua-Lae –
Operation N –
Operation MO –
Korallenmeer –
Buna-Gona –
Kokoda Track –
Milne-Bucht –
Goodenough –
Buna-Gona-Sanananda –
Operation Lilliput 
1943

Wau –
Bismarcksee –
I –
2. Salamaua-Lae –
Chronicle –
Finisterre –
Cartwheel –
Bougainville –
Huon –
Neubritannien –
Bombardierung von Rabaul 
1944–1945

Admiralitätsinseln –
Emirau –
Take Ichi Konvoi –
Reckless –
Persecution –
Wakde-Sarmi –
Biak –
Noemfoor –
Driniumor –
Sansapor –
Morotai –
Aitape–Wewak

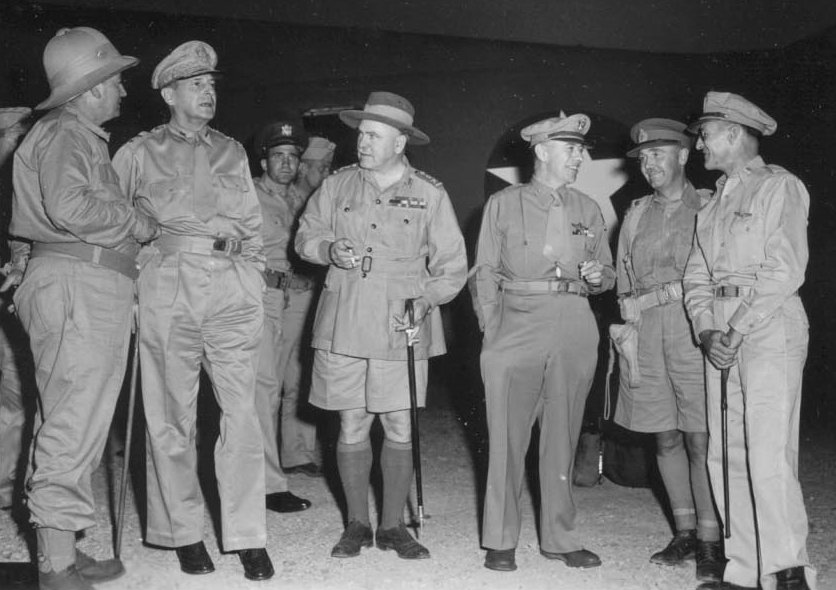
V. l. n. r.: Frank Forde (Australischer Kriegsminister); General Douglas MacArthur; General Sir Thomas Blamey; Lieutenant General George Kenney; Lieutenant General Edmund Herring; Brigadier General Kenneth N. Walker; aufgenommen im Oktober 1942 auf dem Seven Mile Drome (Jackson Airfield) bei Port Moresby

Die Schlacht um Neuguinea im Pazifikkrieg während des Zweiten Weltkriegs begann am 23. Januar 1942 mit der Einnahme von Rabaul auf Neubritannien durch japanische Truppen und dauerte bis August 1945. Sie war eine der strategisch wichtigsten Schlachten im Südwestpazifischen Kampfraum (SWPA).

## Vorgeschichte
Nachdem die Japaner begonnen hatten, den südostasiatischen Raum unter ihre Kontrolle zu bringen (→ Japanische Invasion Südostasiens), fanden sich die alliierten Streitkräfte in einer prekären Lage, da sie den schnell vorrückenden japanischen Einheiten kaum eine adäquate Abwehr entgegensetzen konnten. Besonders der Fall der Philippinen, die unter amerikanischem Schutz standen, die Einnahme von Rabaul, das zu einem zentralen Stützpunkt der Japaner ausgebaut wurde, und die Eroberung und Etablierung von Flugfeldern an der Nordküste Neuguineas und den Salomonen schien eine undurchdringliche Barriere für die Alliierten zu bilden.

## Strategische und taktische Planungen und Ausführungen
Im April 1942 etablierten die USA mit ihren Alliierten ein Südwestpazifisches Oberkommando unter der Führung von General Douglas MacArthur. Dieses Kommando vereinigte land-, luft- und seegestützte Einsatzkräfte, deren Führung den beiden Hauptalliierten in diesem Kampfraum unterstand:
- General Sir Thomas A. Blamey, Australien – Landstreitkräfte
- Generalleutnant George H. Brett, USA – Luftstreitkräfte
- Vizeadmiral Herbert F. Leary, USA – Seestreitkräfte

Gemeinsam mit den Australiern erarbeitete MacArthur eine Einschätzung der aktuellen Situation der Kriegslage, die den Schluss zuließ, dass die japanische Expansion weiter gehen würde, so dass die Nachschublinien über Australien und auch Australien selbst bedroht wären. Die beste Verteidigungsmöglichkeit sah man in einer direkten Konfrontation mit den Japanern auf Neuguinea. Port Moresby, ein Hafen an der Südostküste von Papua erschien als der beste Ausgangsort, um in Neuguinea anzugreifen. Daher entschied man im April 1942, die dort liegende kleine Garnison der Australier aufzurüsten.

## Verlauf
Auch die Japaner hatten schon im Vorfeld des Pazifikkriegs eine Strategie entwickelt, die Port Moresby als einen der wichtigsten Häfen für ihren Vormarsch in Südostasien ansah. So beinhaltete die endgültige Planung eine Landung bei Port Moresby am 10. Mai 1942. Die anlaufende Flotte konnte aber von amerikanischen Flugzeugträgern abgefangen werden (→ Operation MO, Schlacht im Korallenmeer).
Die Japaner gaben dennoch ihren Plan zur Einnahme von Port Moresby nicht auf und landeten am 21. Juli bei Basabua nahe Buna an der Nordostküste Neuguineas (→ Operation RI) mit der Südseeabteilung, einem speziell aufgestellten Heeresverband zur Vorauserkundung, der aus Teilen der 55. Division und weiterer Einheiten unter dem Kommando von Generalmajor Horii Tomitarō bestand und zuvor bereits an den Schlachten um Guam und Rabaul teilgenommen hatte. Dies war für die Alliierten ein Schock, besonders weil es den Japanern gelungen war, eine amphibische Landung völlig ohne Luftunterstützung durchzuführen. Der weitere japanische Plan sah vor, Port Moresby über den Landweg zu erreichen. Dazu musste das Südsee-Detachement den schwierigen Weg über das Owen-Stanley-Gebirge nehmen. Die daraus resultierende Kokoda-Track-Kampagne endete erst Mitte November mit einem kompletten Rückzug der Japaner unter hohen Verlusten, zu denen auch Generalmajor Horii zählte.
Während noch auf dem Kokoda Track gekämpft wurde, versuchten die Japaner Ende August eine Landung in der Milne-Bucht am südöstlichsten Ende Neuguineas. Die dort stationierten australischen Truppen konnten die Japaner jedoch bis Anfang September in der Schlacht um die Milne-Bucht zurückdrängen und ihnen so die erste Niederlage in einer Landschlacht gegen die Alliierten beibringen.
Nach schweren Kämpfen um die japanischen Landungsköpfe bei Buna, Sanananda und Gona gelang es den Alliierten auch hier, bis Anfang 1943 die Japaner zum absoluten Rückzug zu zwingen (→ Schlacht um Buna-Gona-Sanananda). Bei Wau konnten sie in der Folge von Rabaul bei Salamaua angelandete japanische Nachschubeinheiten zurückzuschlagen (→ Schlacht um Wau). Ein weiterer Nachschubkonvoi wurde bei der Schlacht in der Bismarcksee, Anfang März 1943, aufgerieben.

### Cartwheel
Unterdessen erarbeitete das SWPA den Cartwheel-Plan mit weiteren Aktionen auf Neuguinea. MacArthur, der bei seiner Ankunft in Australien versprochen hatte, auf die Philippinen zurückzukehren, verfasste gleichzeitig einen umfassenden Rahmenplan unter dem Decknamen RENO, der die Eroberung von Flugfeldern an der Nordwestküste Neuguineas beinhaltete, um dann über die Vogelkop-Halbinsel bis zu den südlichen Philippinen vordringen zu können.
In den letzten Märzwochen 1943 unternahmen die Japaner in mehreren Wellen intensive Anstrengungen, die Lufthoheit über Neuguinea zu gewinnen. Zwar flammten diese Angriffe erneut Mitte Mai und auch im Juni wieder auf, doch durch ihr weitreichendes Kriegsengagement, das sich von Neuguinea bis in die Salomonen zog, erreichten sie schnell ihre Grenzen. Ab etwa April 1943 zeigte sich eine qualitative und auch numerische Überlegenheit der Alliierten, die sie über die weiteren Monate und Jahre nicht nur aufrechterhalten, sondern auch ausbauen konnten. Mittels dieser so erreichten Luftüberlegenheit sahen sich die Alliierten in der Lage, ab Juni 1943 mit den ersten Landungsoperationen zu beginnen.
Die Cartwheel-Operationen starteten am 23. Juni 1943 mit zeitgleichen Angriffen auf Woodlark, östlich Neuguinea und auf New Georgia in den Salomonen. Während der Schlacht um New Georgia stellte sich den Angreifern eine große japanische Garnison entgegen. Auch das Gelände war sehr unwegsam. So dauerte die Schlacht bis August und der anschließend vorgesehene Angriff auf Bougainville verzögerte sich bis November.

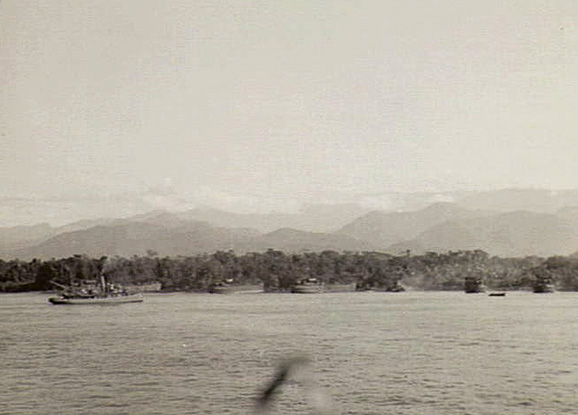
Australische Landungseinheiten vor Lae am 4. September 1943

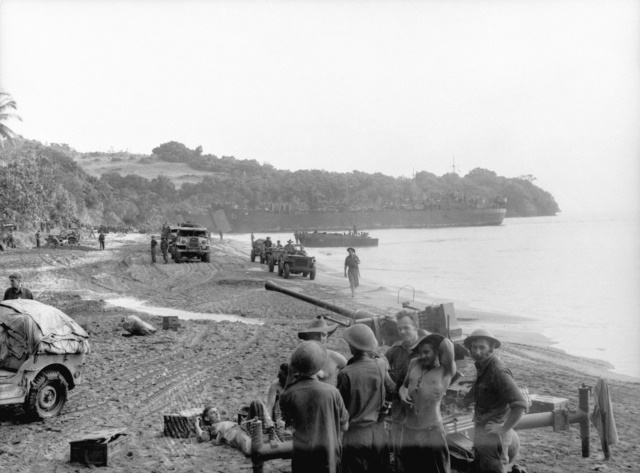
Scarlet Beach auf der Huon-Halbinsel, Neuguinea am 22. September 1943, kurz nachdem australische Truppen den Strand besetzten.

Schon seit April 1943 berannten die Australier immer wieder japanische Positionen im Gebiet bei Mubo. Der Angriff auf Lae und Salamaua wurde von der Landseite Anfang September durch eine kombinierte Luft- und Seelandung bei Lae unterstützt und am 15. September wurde Lae eingenommen. Die australische Neuguineaarmee kämpfte sich danach entlang des Finisterre-Gebirges Richtung Madang, das im April 1944 fiel. Die Landungskräfte führten am 22. September eine erneute Landung bei Finschhafen durch, das sie im Januar 1944 eroberten (→ Schlacht um die Huon-Halbinsel).
Mit der Landung bei Kap Torokina nördlich der Kaiserin-Augusta-Bucht begann die Schlacht um Bougainville am 1. November 1943. Die Kämpfe auf Bougainville endeten aber erst mit der Kapitulation der Japaner am 21. August 1945.
Die Landung auf Neubritannien während der Operation Dexterity wurde von der 6. US-Armee durchgeführt. Die Landungen fanden am 15. Dezember 1943 bei Arawe an der Südküste und am 26. Dezember bei Cape Gloucester statt. Bis Februar 1944 zogen sich die Japaner aus dem Westteil der Insel zurück.
Um die Ostflanke Neuguineas zu schützen und Anflüge japanischer Kampfflugzeuge von Rabaul frühzeitig abzufangen, landeten US-Truppen Ende Februar 1944 auf Los Negros in den Admiralitätsinseln. Dort errichteten sie eine Basis für see- und luftgestützte Kampftruppen, die ab dem 10. März operativ genutzt werden konnte. Weitere japanische Besatzer wurden in der Folgezeit auf Manus bekämpft (→ Schlacht um die Admiralitätsinseln).

### RENO

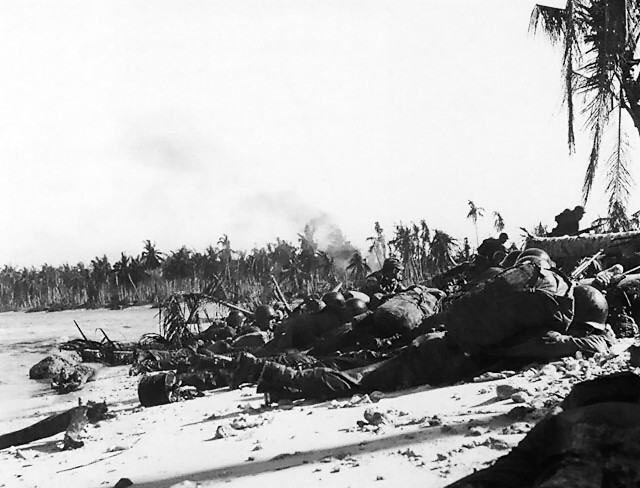
US-Landungstruppen am Strand von Wakde

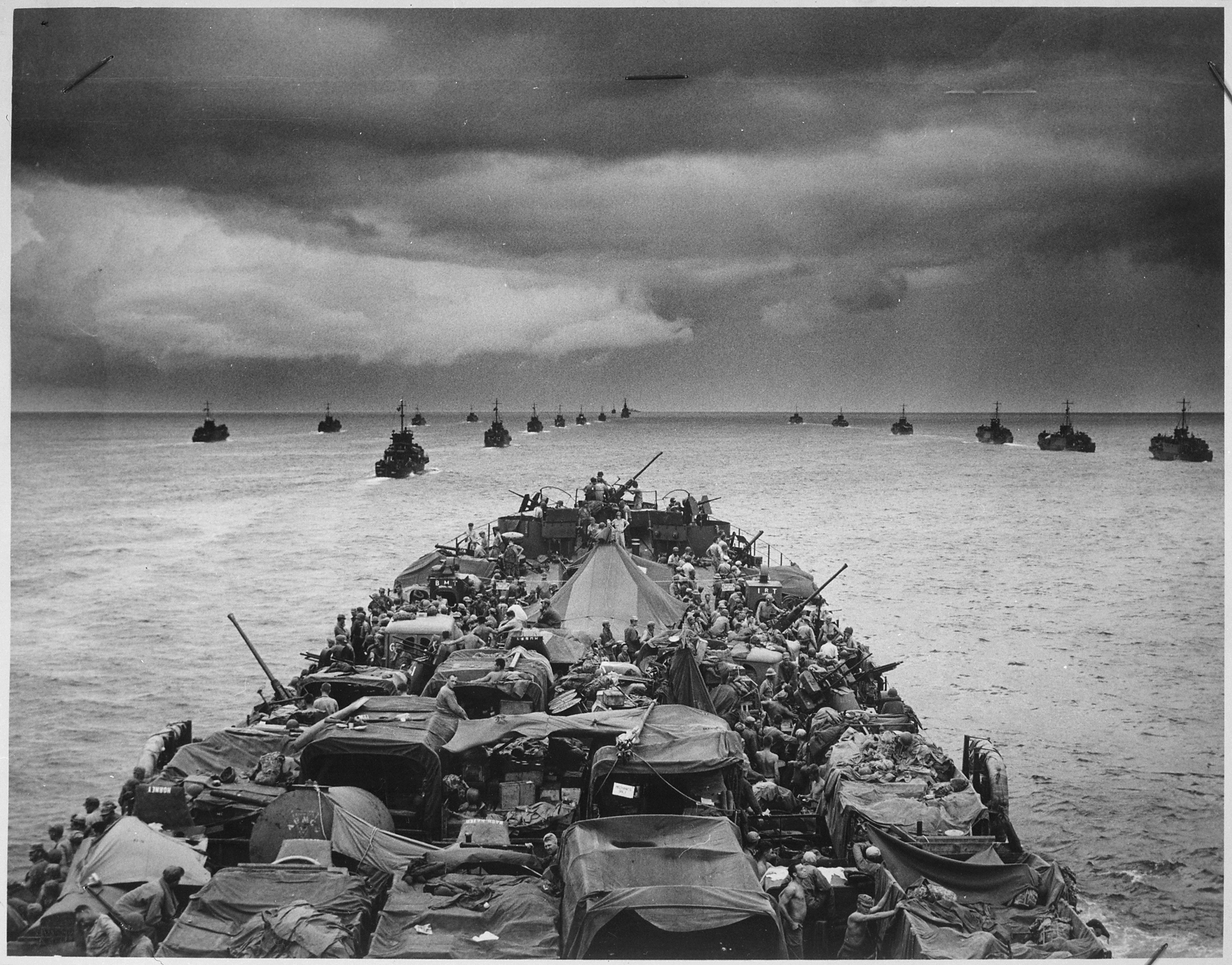
LSTs auf dem Weg zur Landung am Kap Sansapor

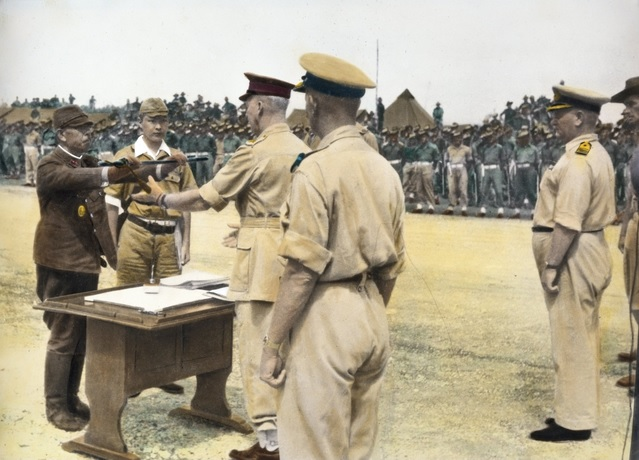
Wewak am 13. September 1945: Generalleutnant Adachi Hatazō, Oberbefehlshaber der 18. Armee, überreicht sein Schwert dem australischen Generalmajor H.C.H. Robertson zum Zeichen der Kapitulation.

Mit den Landungen bei Hollandia und Aitape (→ Operation Reckless, Operation Persecution) am 22. April 1944 begann die Umsetzung des RENO-Plans des General MacArthur zur Einnahme japanischer Flugfelder und Stützpunkte in Westneuguinea. Damit wurde eine weitgehende Isolation der 18. japanischen Armee bei Wewak erreicht. Dieser Sprung über 645 km entlang Neuguineas Nordküste wurde durch die bis dahin abgeschlossene Isolierung von Rabaul möglich. Die Alliierten im Südpazifik hatten Green Island, nördlich von Buka, sowie Emirau nördlich von Kavieng eingenommen (→ Landung auf Emirau). Zusammen mit der Eroberung der Admiralitätsinseln wurde Rabaul für die Japaner faktisch strategisch bedeutungslos. Dass dies von der japanischen Führung so erkannt wurde, zeigt die Erlaubnis, alle Kampfflugzeuge von Rabaul nach Truk zu verlegen und keinerlei weitere Maschinen dort zu stationieren.
Mitte Mai gingen amerikanische Landungstruppen auf Wakde an Land und sicherten die Insel innerhalb von drei Tagen. Um das strategisch wichtige Flugfeld bei Sarmi – nordwestlich von Wakde – zu schützen, kontrollierten japanische Truppen die Maffinbucht von einem Hügel aus. Amerikanische Einheiten bekämpften ab dem 14. Juni diese Stellung und konnten erst am 1. September das Flugfeld bei Sarmi einnehmen (→ Schlacht um Wakde-Sarmi).
Da das Flugfeld bei Hollandia durch die kurze Landebahn keinen Start von schweren Bombern erlaubte, richtete sich die nächste Operation gegen Biak. Das dort gelegene Mokmer-Flugfeld bot genau die von den Alliierten angedachten Möglichkeiten. Vor allem, da die Bomber als Deckung für die Schlacht um die Marianen fest eingeplant waren. Der japanische Verteidigungsplan für Neuguinea für die See- und Luftstreitkräfte (KON-Plan) wurde zugunsten der Verteidigung der Marianen zurückgezogen, so dass nur die Landstreitkräfte die Amerikaner bei Biak bekämpfen konnten. Der letzte Widerstand verebbte am 2. Juli 1944.
Drei weitere Flugfelder konnten etwa zur selben Zeit auf Noemfoor eingenommen werden. Die Japaner zogen sich in das Inselinland zurück und leisteten bis zum 31. August 1944 mit Guerillataktik Widerstand (→ Schlacht um Noemfoor).
Die bei Aitape gelandeten US-Truppen sahen sich ab dem 10. Juli mit einem massiven Angriff der Japaner konfrontiert, als etwa 10.000 Soldaten der zurückgedrängten 18. japanischen Armee am Fluss Driniumor versuchten, einen Durchbruch zu erzwingen. Mittels australischer und amerikanischer Bomber und Beschuss von See gelang es, die Attacke zu stoppen. Allerdings dauerte es rund vier Wochen, bis die Japaner sich komplett zurückzogen hatten (→ Schlacht am Driniumor).
Das Ziel der nachfolgenden Landungsoperation bei Sansapor im Nordwesten der Vogelkop-Halbinsel am 30. Juli 1944 war eine weitere westliche Frontverschiebung um rund 320 km. Die unentdeckt gebliebenen Einheiten gingen am Kap Damari und den vorgelagerten Inseln Amsterdam und Middleburg an Land. Im Nachklang der Einnahme Sansapors konnten drei weitere Flugfelder aufgebaut werden.
Die alliierte Schlussoperation in der Schlacht um Neuguinea war die Landung auf Morotai in den Molukken am 15. September 1944. Sie war zeitlich abgestimmt mit der Schlacht um Peleliu der Zentralpazifischen Kräfte. Mit der Errichtung eines Flugfeldes auf Morotai waren für die Alliierten die südlichen Philippinen, Celebes und der Osten Niederländisch-Indiens mit Langstreckenbombern erreichbar. Damit konnten die nachfolgenden Operationen, im Besonderen der Musketeer-Plan zur Landung in den südlichen Philippinen unterstützt werden.

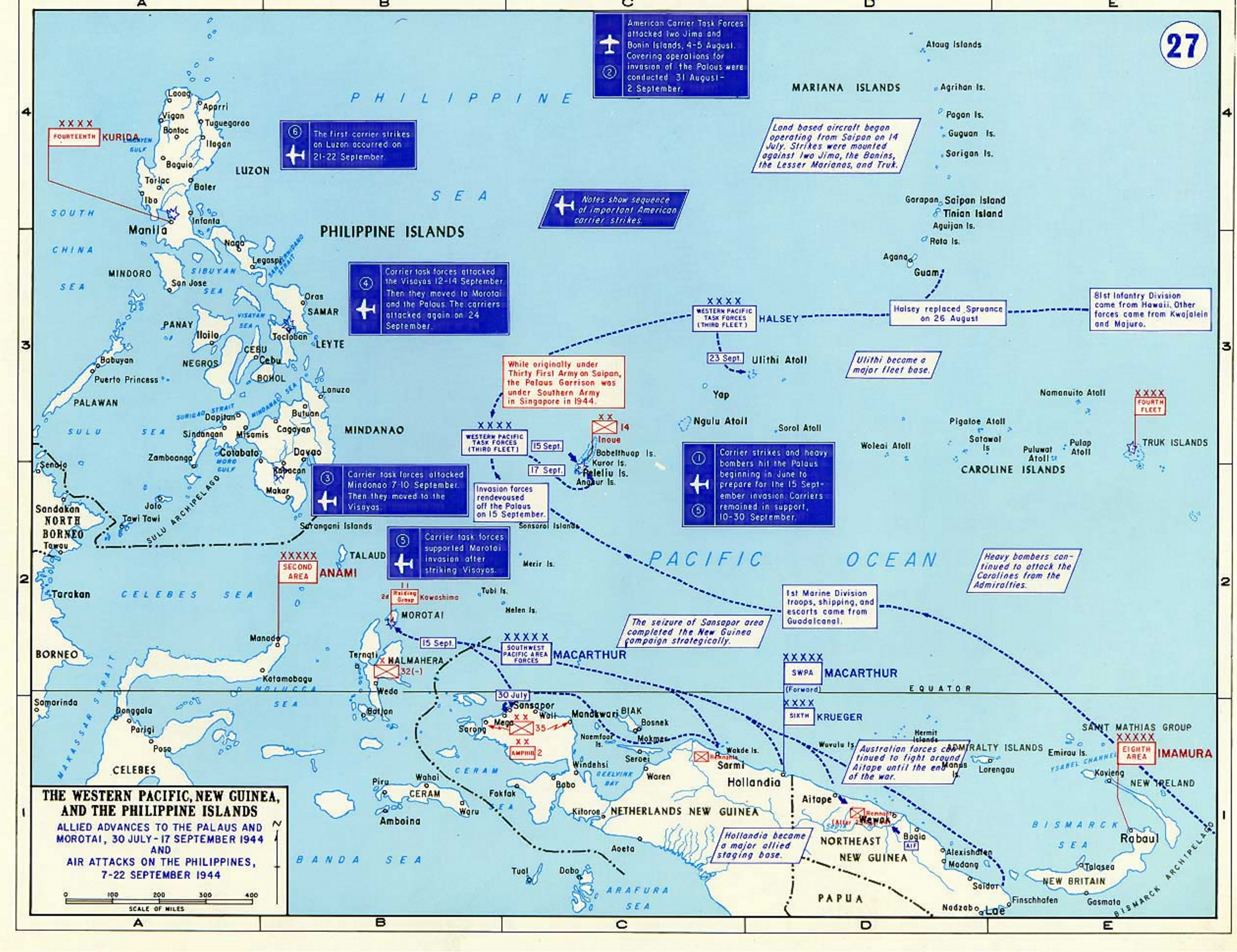
Alliierte Operationen in Westneuguinea und der Sprung auf die Philippinen

Zwar waren damit im Wesentlichen die alliierten Operationen auf Neuguinea abgeschlossen, aber die teilweise eingeschlossenen, vom Nachschub abgeschnittenen japanischen Einheiten kämpften vor allem im Nordosten Neuguineas weiter und leisteten noch bis Kriegsende erbitterten Widerstand. Gerade im Gebiet um Aitape-Wewak kämpfte die australische 6. Division ab etwa Ende November 1944 gegen die dort noch liegenden Reste der 18. japanische Armee (→ Aitape-Wewak-Kampagne). Diese Kämpfe dauerten bis zum Kriegsende an.